# Pace di Bautzen
La pace di Bautzen (in tedesco Frieden von Bautzen; in polacco Pokój w Budziszynie) fu un trattato siglato il 30 gennaio 1018, tra l'imperatore ottoniano del Sacro Romano Impero Enrico II e il duca della dinastia Piast Boleslao I Chrobry che pose fine a una serie di guerre polacco-tedesche per il controllo della Lusazia e dell'Alta Lusazia (Milzenerland o Milsko, la parte orientale del margraviato di Meißen e la marca di Lusazia), nonché della Boemia, Moravia e Slovacchia. 

## Il contesto del trattato
Boleslao aveva beneficiato ampiamente della stretta amicizia dell'Imperatore Ottone III e, dopo la sua morte, sostenne il margravio di Meißen Eccardo I per la successione alla carica imperiale contro le pretese di Enrico II. Dopo la morte sia dell'imperatore Ottone III e di Eccardo nel 1002, Boleslao conquistò il margraviato di Eccardo e la marca di Lusazia. Una volta che Enrico assicurò la sua posizione in Germania, raggiunse un accordo con Boleslao, lasciandogli la Lusazia e l'Alta Lusazia, mentre il duca polacco, a sua volta, riconobbe Enrico come Sacro Romano Imperatore. 
Tuttavia, poco dopo la conclusione della pace, i combattimenti ripresero presto dopo un fallimentare tentativo di omicidio contro Boleslao, il quale credette fosse stato ordinato da Enrico, il quale negò di essere implicato. Boleslao assunse il controllo della Boemia, dopo aver precedentemente acquisito Moravia e Slovacchia. Nella lotta che ne seguì, Boleslao si alleò con gli oppositori di Enrico nell'impero, mentre l'imperatore cercò il sostegno tra i Liutici, una tribù slava pagana polabiana. Una pace intermedia fu conclusa a Merseburgo nel 1013, pace che preservò lo status quo territoriale, con la quale Boleslao tenne la Moravia e la Slovacchia, mentre Iaromir fu nominato duca di Boemia (anche se fu presto deposto da suo fratello Ulrico/Oldřich). Boleslao accettò, con la pace, di sostenere la campagna italiana dell'Imperatore. La guerra venne riaperta quando Boleslao I non rispettò quest'ultima condizione e sostenne invece gli avversari italiani di Enrico II. L'imperatore non fu tuttavia in grado di sconfiggere Boleslao I e concordò una pace a Bautzen (1018) che lasciò il duca di Polonia insignito della marca lusaziana e dell'Alta Lusazia. I due sovrani rafforzarono i legami dinastici tra loro con il matrimonio di Boleslao con Oda, prima figlia del margravio Eccardo. L'imperatore promise anche di aiutare Boleslao nella sua spedizione contro la Rutenia nell'estate del 1018 con contingenti tedeschi e ungheresi, le quali consentirono al sovrano polacco di catturare Kiev e annettere una parte della Rutenia Rossa. 

## Preludio

### Merseburgo (1002)

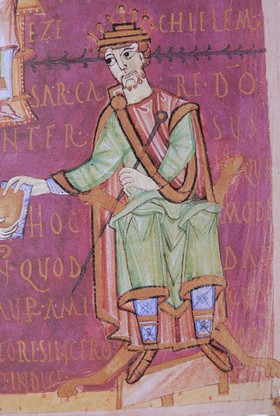
Enrico II, imperatore del Sacro Romano Impero

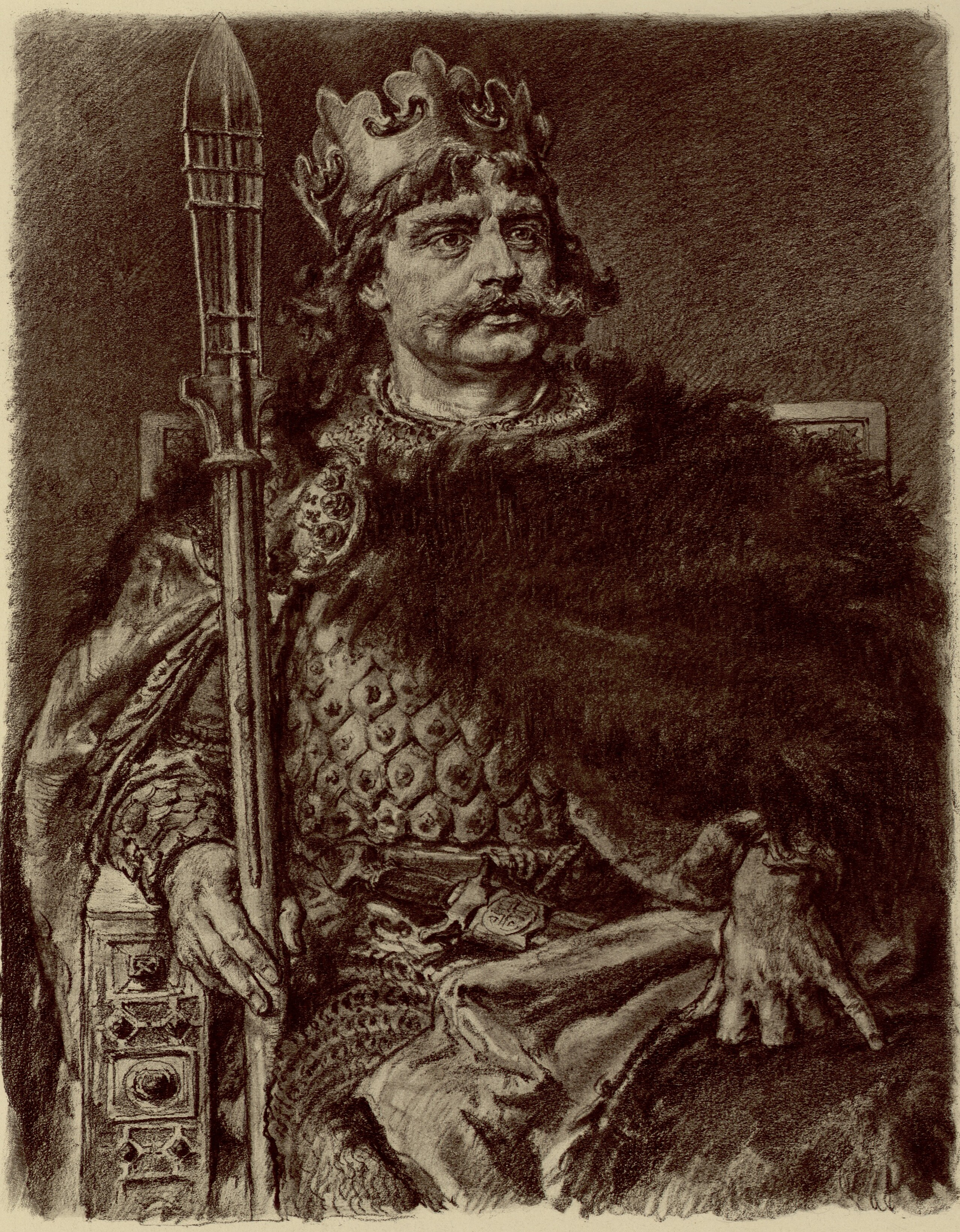
Boleslao I di Polonia in un'opera di Jan Matejko

Dopo la morte dell'imperatore Ottone III, il duca bavarese Enrico IV e il margravio di Meißen Eccardo lottarono per la successione. Quando Eccardo I fu assassinato il 30 aprile 1002 a Pöhlde, il duca polacco Boleslao I Chrobry, che aveva sostenuto la candidatura di Eccardo, conquistò, probabilmente con l'approvazione della dinastia di Eccardo, il margraviato di Meißen e la marca di Lusazia (Bassa Lusazia), marche solo di recente conquistate dai tedeschi e ancora abitate principalmente da slavi. Assunse il controllo di Bautzen e Meißen, dopo che gli stessi abitanti avevano costretto le truppe tedesche a lasciare la città, mentre altri cavalieri tedeschi riconoscevano volontariamente il dominio di Boleslao nella regione. Nel frattempo Enrico IV aveva consolidato il suo dominio contro i candidati rivali e fu incoronato re di Germania a giugno come Enrico II. 
Il 25 luglio 1002, in un Hoftag (riunione imperiale) tenutosi a Merseburgo, la controversia fu risolta come segue: 
- Enrico II diede la marca lusaziana e la parte orientale della marca di Meißen (Milzenerland, Alta Lusazia) a Boleslao I in feudo[5][8];
- Boleslao restituì la parte restante del margraviato di Meißen;
- Boleslao promise fedeltà a Enrico II insieme ai nobili sassoni.

Quando Boleslao lasciò Merseburgo, fu oggetto ad un'imboscata, ma grazie all'aiuto di Enrico di Schweinfurt e del duca sassone Bernardo I, riuscì a respingere l'attacco. Enrico II non lo protesse né punì gli assalitori. 

### Poznań (1005)
Nel 1003 Boleslao I conquistò il ducato di Boemia, imprigionò il suo duca della dinastia Přemyslid Boleslao III, e negò a Enrico II di giurargli fedeltà per il ducato. Enrico II non accettò ciò, e contestò le rivendicazioni polacche al ducato di Boemia. Boleslao si alleò con l'opposizione interna di Enrico II. Questa alleanza includeva Enrico di Schweinfurt, suo cugino Ernesto e il fratello di Enrico II, Bruno, vescovo di Augusta, i quali fuggirono tutti alla corte di Boleslao quando la loro ribellione contro Enrico II fallì. Mentre Boleslao potevo contare sul sostegno di molti nobili sassoni secolari, Enrico II poteva contare sul clero sassone. Sempre nel 1003 Enrico II si alleò con il popolo pagano dei Liutici contro Boleslao I, e nel 1004 cominciò una campagna contro quest'ultimo. Nel corso di questa campagna, Enrico II scacciò Boleslao I dalla Boemia, concedendo questa al duca della dinastia Přemyslid Iaromir nel 1004, per poi assediare e prendere Bautzen e incorporare la città nel ducato di Sassonia. Alcuni mesi dopo, insieme ai Veleti e agli alleati cechi, Enrico II organizzò un'altra campagna. Attraversò l'Oder vicino a Krosno e avanzò attraverso la Grande Polonia. Boleslao tuttavia evitò di dar battaglia, logorando le truppe imperiali con tattiche di guerriglia, causando, secondo i cronisti tedeschi contemporanei "grandi perdite". I combattimenti si conclusero nel 1005 quando Tagino, arcivescovo di Magdeburgo, mediò una pace vicino a Poznań, a seguito della quale la Polonia dovette rinunciare alla Lusazia e a Meißen, tenendo però per il momento la Slovacchia e la Moravia. 
La pace fu temporanea, poiché Enrico II si rifiutava di concedere a Boleslao I uno status più elevato di quello di un normale vassallo, e Boleslao a sua volta non voleva abbandonare tale posizione né accettare il potere di Enrico II come conferito da Dio, anche se quest'ultimo fatto era sentito da Boleslao riguardo a sé. 

### Merseburgo (1013)
Nonostante la pace di Poznan, la guerra tra Boleslao I ed Enrico II continuò tra il 1007 e il 1013. Nel 1007 Boleslao I prese di nuovo il controllo della Lusazia e della fortezza di Bautzen. Una campagna guidata da Enrico II nel 1010 fi fallimentare. Durante questa campagna, iniziata a Belgern, Enrico II fu colpito da una malattia nel castello di Jarina e tornò indietro con alcuni dei suoi vescovi, mentre l'esercito rimasto devastava la zona circostante. Una campagna sassone nel 1012 fu anch'essa fallimentare. Enrico II aveva mobilitato la nobiltà sassone per organizzare delle campagne a suo nome, poiché aveva bisogno di un accordo di pace prima del 1013, anno in cui era prevista la sua incoronazione a Roma. 
Così, nel 1013, Boleslao I ed Enrico II concordarono una pace a Merseburgo: 
- Enrico II diede nuovamente la marca lusaziana e l'Alta Lusazia a Boleslao I in feudo[11];
- Boleslao I promise nuovamente fedeltà a Enrico II;
- Boleslao I promise di sostenere la campagna di Enrico II verso Roma;
- Enrico II promise di sostenere la campagna di Boleslao I a Kiev con 500 cavalieri[14].

Il trattato fu siglato dal matrimonio di Richeza, nipote di Ottone III, con Mieszko II, figlio di Boleslao I. Durante la cerimonia, Boleslao portò la spada per Enrico II. 
Boleslao I, tuttavia, non aiutò Enrico II nella sua campagna italiana e si rifiutò di riconoscere che la marca di Lusazia e Alta Lusazia erano da lui detenuti in feudo. Egli quindi sostenne l'antipapa Gregorio VI e intrigò contro Enrico II che era in Italia, il quale invece negò a Pöhlde il sostegno a Gregorio VI. Enrico II iniziò la sua campagna italiana nell'autunno del 1013, sconfisse gli alleati dei Crescenzi e papa Benedetto VIII lo incoronò imperatore del Sacro Romano Impero a Roma il 14 febbraio 1014. Il duca boemo Ulrico/Oldřich (Udalrich) nel frattempo, riuscì a catturare Mieszko, figlio di Boleslao, e lo consegnò a Enrico II il quale, tuttavia, lo liberò. 

## Bautzen (1018)

### Operazioni militari e contesto politico
Nel luglio 1015 Enrico II, con i suoi alleati liutici, rinnovò la guerra contro Boleslao I sulla base del rifiuto di quest'ultimo di sostenerlo in Italia. La campagna partì a Magdeburgo e l'esercito di Enrico II attraversò la Lusazia fino a Krosno, dove due altri eserciti comandati da Bernardo II di Sassonia e Ulrico/Oldřich di Boemia avrebbero dovuto unirsi a lui. Il piano tuttavia fallì, poiché le manovre di Boleslao impedirono ai due eserciti di unirsi. Durante i combattimenti il margravio della marca orientale sassone Gero II, così come duecento altri cavalieri tedeschi, furono uccisi da arcieri polacchi e Boleslao permise successivamente al vescovo di Meißen, Eido, di recuperare i corpi per la sepoltura. Enrico II dovette quindi ritirarsi. I successivi negoziati con Boleslao I fallirono. Nel 1017, Enrico II fece marciare l'esercito imperiale da Leitzkau a Głogów (Glogau) per assediarla, località dove era lo attendeva Boleslao I ma scelse di non assediare la città poiché era troppo fortificata. Enrico assediò quindi la vicina Niemcza (Nemzi, Nimptsch), tuttavia i rinforzi polacchi riuscirono a entrare in città in due occasioni e l'assedio non ebbe successo. Il cronista tedesco contemporaneo Tietmaro di Merseburgo, generalmente mal disposto nei confronti dei polacchi, in questa occasione ha commentato il coraggio e l'abilità dei difensori, notando che non hanno esultato quando ebbero successo, né si lamentarono quando subirono una battuta d'arresto. Gli abitanti della città fecero erigere anche una croce sul muro di fronte agli alleati pagani Liutici dell'imperatore. Alla fine, a causa di un'epidemia che aveva colpito di una parte del suo esercito, Enrico interruppe l'assedio e si ritirò, prendendo la strada per la Boemia perché la strada per il ritorno in Germania era bloccato dalle forze principali di Boleslao, di stanza a Breslavia. 
Durante queste campagne, Enrico II si trovò di fronte all'opposizione di parte della nobiltà sassone, inclusa la dinastia dei Billunghi, che mantenne buoni rapporti con Boleslao I, con cui erano anche imparentati. Nel 1017 Enrico II dichiarò quindi a Boleslao I come "nemico pubblico" (hostis publicus) e vietò ulteriori contatti con lui. Alla fine del 1017 le truppe polacche invasero le terre tedesche tra i fiumi Mulde ed Elba. 

### Il trattato
Il 30 gennaio 1018 venne siglata una pace a Bautzen. Boleslao tenne la marca lusaziana e l'Alta Lusazia (Milzenerland). Tietmaro, il principale cronista tedesco dell'epoca, non fornì dettagli precisi sulle condizioni grazie alla quale Boleslao poté mantenere queste terre. Secondo lo storico tedesco Schneidmuller, li tenne in qualità di feudi imperiali. Secondo lo storico polacco Pawel Jasienica, le terre erano invece detenute senza alcun obbligo nei confronti dell'impero. La Cambridge Medieval History afferma che le terre erano di Boleslao sulla base di "un vassallaggio puramente nominale". 
Il cronista tedesco coevo Tietmaro, che, come già scritto, era generalmente mal disposto nei confronti dei polacchi, commentò la pace con le parole "non ut decuit sed sicut fieri potuit", che significa "non come sarebbe stato appropriato bensì come allora si riuscì a fare". 
Entrambe le parti si scambiarono anche degli ostaggi. Enrico II non intraprese ulteriori campagne contro Boleslao I. La pace fu siglata con il matrimonio quattro giorni dopo di Oda di Meißen, figlia di Eccardo I, con Boleslao I a Zutzen nella notte del 2 febbraio 1018, matrimonio avvenuto, per Tietmaro «senza l'autorità dei canoni». Fu il quarto matrimonio di Boleslao I; Regelinda, una figlia del suo precedente matrimonio con Emnilda di Lusazia, si era già sposata con il fratello di Oda, Ermanno I di Meißen. 
Enrico dovette anche sostenere Boleslao con trecento cavalieri nella spedizione del sovrano polacco a Kiev nello stesso anno. 